# EIM
EIM (有限会社EIM, Yuugen Gaisha EIM) ("Entertainment Imagination and Magnificence" ) foi uma empresa japonesa de desenvolvimento de jogos de vídeo criada em 1989 pelo programador/músico Kenji Eno.

## Jogos
- Casino Kid 2 (apenas música e som) (NES)
- Juuouki (Famicom)
- Kyouryuu Densetsu (nunca saiu) (Famicom)
- Miyasu Nonki no Quiz 18-kin (Arcade)
- Parallel World (Famicom)
- SD Hero Soukessen: Taose! Aku no Gundan (Famicom)
- Sunman (nunca saiu) (NES)
- Time Zone (Famicom)
- Panic Restaurant (Famicom/NES)